# Liste deutscher Suffixe
Die Liste deutscher Suffixe enthält Wortendungen, die unter anderem aus dem Alt- und Mittelhochdeutschen stammen und bis heute in einigen deutschen Wörtern enthalten sind.
| Deutsches Suffix | Bedeutung | Beispiele |
| ---------------- | --- | --- |
| -arm             | Adjektivsuffix a.) drückt in Bildungen mit Substantiven aus, dass etwas nur in äußerst geringem Umfang vorhanden ist b.) drückt in Bildungen mit Substantiven aus, dass sich etwas nur in äußerst geringem Umfang entwickelt, dass etwas nur in äußerst geringem Grad hervorgerufen wird c.) drückt in Bildungen mit Verben (Verbstämmen) aus, dass die beschriebene Sache etwas nur in äußerst geringem Grad macht d.) drückt in Bildungen mit Verben (Verbstämmen) aus, dass das Beschriebene eine bestimmte Tätigkeit nur in äußerst geringem Grad erfordert | a.) fettarm, kalorienarm, sauerstoffarm b.) geräuscharm, schadstoffarm c.) knitterarm d.) bedienarm, bügelarm |
| -artig           | Adjektivsuffix; drückt in Bildungen mit Substantiven – selten mit Adjektiven – aus, dass die beschriebene Person oder Sache vergleichbar mit etwas, so beschaffen wie etwas ist | bruchstückartig, fremdartig, jazzartig                                                                        |
| -chen            | Substantivsuffix zur Bildung der Verkleinerungsform (Verniedlichung) | Becherchen (von Becher), Häuschen (von Haus), Tellerchen (von Teller)                                         |
| -haft            | Adjektivsuffix; drückt in Bildungen mit Substantiven aus, dass die beschriebene Person oder Sache vergleichbar mit jemandem, etwas oder so geartet wie jemand, etwas ist | babyhaft, fabelhaft, romanhaft                                                                                |
| -heit            | Substantiv- oder Adjektivsuffix (a.) bildet mit Adjektiven und zweiten Partizipien – seltener mit Adverbien oder Zahlwörtern – die entsprechenden Substantive, die dann einen Zustand, eine Beschaffenheit, Eigenschaft ausdrücken (b.) bezeichnet in Bildungen mit Substantiven eine Personengruppe (c.) bezeichnet in Bildungen mit Substantiven eine Eigenschaft oder Handlung von jemandem | (a.) Durchdachtheit, Kultiviertheit (b.) Christenheit, Judenheit (c.) Narrheit, Torheit                       |
| -keit            | Substantivsuffix zur Substantivierung von Adjektiven, um einen Zustand, eine Beschaffenheit oder eine Eigenschaft auszudrücken | Betriebsamkeit, Ganzheitlichkeit                                                                              |
| -lein            | Substantivsuffix zur Bildung der Verkleinerungsform (Verniedlichung) | Häuflein (von Haufen), Häuslein (von Haus), Tellerlein (von Teller)                                           |
| -sam             | Adjektivsuffix (a.) bezeichnet in Bildungen mit Verben, was man mit jemandem oder etwas etwas machen kann (b.) bezeichnet in Bildungen mit Verben, was jemand oder etwas etwas (häufig oder gewöhnlich) tut (c.) bezeichnet in Bildungen mit Substantiven, dass jemand oder etwas von etwas erfüllt ist oder etwas bereitet | (a.) biegsam, einprägsam (b.) folgsam, mitteilsam, schweigsam (c.) heilsam, tugendsam, vergnügsam             |
| -tum             | Substantivsuffix (a.) bezeichnet in Bildungen mit Substantiven einen Zustand, eine Beschaffenheit, Eigenschaft oder ein Verhalten von jemandem (b.) bezeichnet in Bildungen mit Substantiven eine Personengruppe und die Gesamtheit dessen, was mit ihr in Zusammenhang steht | (a.) Chaotentum, Denunziantentum, Profitum (b.) Bürgertum, Christentum, Judentum, Sorbentum                   |
| -nis             | Substantivsuffix | Erkenntnis Ergebnis                                                                                           |